# Hel (musikgrupp)
Hel var ett svenskt vikingarockband som ursprungligen var knuten till Ultima Thules skivbolag. Senare lade gruppen över sin produktion på sitt eget bolag Peanut Music AB. Gruppen, som bestod av Malin Pettersson (sång), Ulrica Pettersson (sång), Esa Rosenström (gitarr), Piere Karlsson (trummor), Stefan Johansson (bas) och Adde Norlin (gitarr och keyboard), är hemmahörande i Södermanland. Under en tid var även Cia Hedmark (fiol) med i bandet. Hedmark var tidigare medlem i bandet Otyg och medverkande på några skivor med Vintersorg.

## Diskografi

### Studioalbum
- Valkyriors dom (1999)

- Blodspår (2001)

- Bortglömda tid (2002)

- Det som varit ÄR (2003)

### Samlingsskivor
- 1999 – Carolus Rex IV

Hels låtar: Förfall, Hels rike
- 2000 – Genom eld och aska

Hels låtar: Res er upp, Gryning, Valkyriors dom, Eldsjäl, Gryning (första demoversionen)
- 2001 – Carolus Rex V

Hels låtar: Pöbelhop, Engelbrekt, Krigarens fanfar
- 2002 – Carolus Rex VI

Hels låtar: I det dolda, Fast besluten
- 2004 – Carolus Rex VII

Hels låtar: Farväl, Tusen ögon
- 2006 – Carolus Rex VIII

Hels låtar: Genom tid och rum, For the brave
- 2010 – Genom eld och aska (nyutgåva av Odin Productions)